# Gauliga Ostpreußen 1935/36
Die Gauliga Ostpreußen 1935/36 war die dritte Spielzeit der Gauliga Ostpreußen des Deutschen Fußball-Bundes. Zum ersten Mal gewann der Standort-SV Hindenburg Allenstein durch zwei Siege über den Vorjahresfinalisten SV Prussia-Samland Königsberg die Gaumeisterschaft und qualifizierte sich somit für die deutsche Fußballmeisterschaft 1935/36. Bei dieser war Allenstein in der Gruppe A chancenlos gegen den FC Schalke 04, den PSV Chemnitz und den Berliner SV 92 und landete mit 0 Punkten auf dem letzten Platz.

## Modus
Auf einer Tagung der Fußballkreisführer am 30. Juni 1935 wurde folgende Änderung beschlossen. Der Spielbetrieb fand zunächst in den vier zweitklassigen Bezirksklassen mit je sieben teilnehmenden Vereinen statt. Die jeweils zwei besten Vereine qualifizierten sich dann für die eigentliche Gauliga, die in zwei Abteilungen mit je vier Mannschaften ausgespielt wurde. Die beiden Gruppensieger trafen dann in zwei Finalspielen aufeinander, um den Gaumeister zu ermitteln.
| Bezirksliga                   | Bezirksmeister                    | Bezirksvizemeister       |
| ----------------------------- | --------------------------------- | ------------------------ |
| Bezirk I Königsberg           | SV Prussia-Samland Königsberg     | VfB Königsberg           |
| Bezirk II Gumbinnen           | MSV Yorck Boyen Insterburg        | MSV von der Goltz Tilsit |
| Bezirk III Allenstein         | Standort-SV Hindenburg Allenstein | SVgg Masovia Lyck        |
| Bezirk IV Danzig-Marienwerder | SC Preußen Danzig                 | BuEV Danzig              |

## Bezirksklassen
Aus den Bezirksklassen qualifizierten sich jeweils die beiden besten Mannschaften für die diesjährige Gauliga.

### Bezirk I Königsberg
| Pl. | Verein                           | Sp. | S  | U | N | Tore    | Quote | Punkte |
| --- | -------------------------------- | --- | -- | - | - | ------- | ----- | ------ |
| 1.  | SV Prussia-Samland Königsberg    | 12  | 10 | 1 | 1 | 046:210 | 2,19  | 21:30  |
| 2.  | VfB Königsberg                   | 12  | 7  | 3 | 2 | 045:190 | 2,37  | 17:70  |
| 3.  | SV Rasensport-Preußen Königsberg | 12  | 7  | 1 | 4 | 051:310 | 1,65  | 15:90  |
| 4.  | SpVgg ASCO Königsberg            | 12  | 5  | 2 | 5 | 024:200 | 1,20  | 12:12  |
| 5.  | RSV Heiligenbeil                 | 12  | 4  | 0 | 8 | 021:400 | 0,53  | 08:16  |
| 6.  | Königsberger STV                 | 12  | 2  | 2 | 8 | 020:470 | 0,43  | 06:18  |
| 7.  | RSV Braunsberg a                 | 12  | 2  | 1 | 9 | 028:570 | 0,49  | 05:19  |

### Bezirk II Gumbinnen
| Pl. | Verein                         | Sp. | S  | U | N  | Tore    | Quote | Punkte |
| --- | ------------------------------ | --- | -- | - | -- | ------- | ----- | ------ |
| 1.  | MSV Yorck Boyen Insterburg (M) | 12  | 11 | 0 | 1  | 061:160 | 3,81  | 22:20  |
| 2.  | MSV von der Goltz Tilsit       | 12  | 6  | 4 | 2  | 041:220 | 1,86  | 16:80  |
| 3.  | FC Preußen Gumbinnen           | 12  | 6  | 4 | 2  | 030:230 | 1,30  | 16:80  |
| 4.  | Tilsiter SC                    | 12  | 6  | 0 | 6  | 039:280 | 1,39  | 12:12  |
| 5.  | VfB Tilsit                     | 12  | 3  | 2 | 7  | 037:410 | 0,90  | 08:16  |
| 6.  | SC Preußen Insterburg          | 12  | 2  | 4 | 6  | 023:480 | 0,48  | 08:16  |
| 7.  | SV Insterburg                  | 12  | 1  | 0 | 11 | 010:630 | 0,16  | 02:22  |

| (M) | Titelverteidiger |

### Bezirk III Allenstein
Dem Rastenburger SV wurde nachträglich ein Spiel als verloren gewertet, weil der Verein einige nicht spielberechtigte Spieler einsetzte. Die Mannschaft durfte jedoch in der Bezirksklasse verbleiben, weil sich die dritte Mannschaft des Vereins den Aufstieg in diese Liga sicherte.
| Pl. | Verein                            | Sp. | S  | U | N  | Tore    | Quote | Punkte |
| --- | --------------------------------- | --- | -- | - | -- | ------- | ----- | ------ |
| 1.  | Standort-SV Hindenburg Allenstein | 12  | 10 | 2 | 0  | 051:100 | 5,10  | 22:20  |
| 2.  | Sportvgg. Masovia Lyck            | 12  | 8  | 0 | 4  | 036:170 | 2,12  | 16:80  |
| 3.  | SV Viktoria Allenstein            | 12  | 7  | 1 | 4  | 027:200 | 1,35  | 15:90  |
| 4.  | SV Allenstein                     | 12  | 6  | 2 | 4  | 030:190 | 1,58  | 14:10  |
| 5.  | VfB Osterode                      | 12  | 3  | 2 | 7  | 016:430 | 0,37  | 08:16  |
| 6.  | RSV Ortelsburg                    | 12  | 2  | 1 | 9  | 014:390 | 0,36  | 05:19  |
| 7.  | Rastenburger SV                   | 12  | 2  | 0 | 10 | 012:380 | 0,32  | 04:20  |

### Bezirk IV Danzig-Marienwerder
| Pl. | Verein             | Sp. | S  | U | N  | Tore    | Quote | Punkte |
| --- | ------------------ | --- | -- | - | -- | ------- | ----- | ------ |
| 1.  | SC Preußen Danzig  | 12  | 10 | 1 | 1  | 033:110 | 3,00  | 21:30  |
| 2.  | BuEV Danzig        | 12  | 7  | 2 | 3  | 023:160 | 1,44  | 16:80  |
| 3.  | SC Gedania Danzig  | 12  | 6  | 2 | 4  | 036:200 | 1,80  | 14:10  |
| 4.  | SV Viktoria Elbing | 12  | 6  | 1 | 5  | 034:250 | 1,36  | 13:11  |
| 5.  | SV Neufahrwasser   | 12  | 5  | 0 | 7  | 022:310 | 0,71  | 10:14  |
| 6.  | Polizei-SV Danzig  | 12  | 2  | 2 | 8  | 016:330 | 0,48  | 06:18  |
| 7.  | SC Lauental        | 12  | 2  | 0 | 10 | 013:410 | 0,32  | 04:20  |

## Gauliga

### Abteilung A
Kreuztabelle
| 1935/36                       | SV Prussia-Samland Königsberg | BuEV Danzig | VfB Königsberg | SC Preußen Danzig |
| ----------------------------- | ----------------------------- | ----------- | -------------- | ----------------- |
| SV Prussia-Samland Königsberg |                               | 5:0         | 4:2            | 2:2               |
| BuEV Danzig                   | 2:0                           |             | 0:0            | 2:1               |
| VfB Königsberg                | 2:3                           | +0:0 b      |                | 0:3               |
| SC Preußen Danzig             | 1:3                           | 2:2         | 0:0+ c         |                   |

Abschlusstabelle
| Pl. | Verein                                                                     | Sp. | S | U | N | Tore    | Quote | Punkte |
| --- | -------------------------------------------------------------------------- | --- | - | - | - | ------- | ----- | ------ |
| 1.  | SV Prussia-Samland Königsberg (Erstplatzierter Bezirksklasse I Königsberg) | 6   | 4 | 1 | 1 | 017:900 | 1,89  | 09:30  |
| 2.  | BuEV Danzig (Zweitplatzierter Bezirksklasse IV Danzig-Marienwerder)        | 6   | 2 | 2 | 2 | 006:800 | 0,75  | 06:60  |
| 3.  | VfB Königsberg (Zweitplatzierter Bezirksklasse I Königsberg)               | 6   | 2 | 1 | 3 | 004:100 | 0,40  | 05:70  |
| 4.  | SC Preußen Danzig (Erstplatzierter Bezirksklasse IV Danzig-Marienwerder)   | 6   | 1 | 2 | 3 | 009:900 | 1,00  | 04:80  |

### Abteilung B
Kreuztabelle
| 1935/36                           | Standort-SV Hindenburg Allenstein | MSV Yorck Boyen Insterburg | SVgg Masovia Lyck | MSV von der Goltz Tilsit |
| --------------------------------- | --------------------------------- | -------------------------- | ----------------- | ------------------------ |
| Standort-SV Hindenburg Allenstein |                                   | 4:0                        | 4:0               | 3:0                      |
| MSV Yorck Boyen Insterburg        | 0:3                               |                            | 2:3               | 2:1                      |
| SVgg Masovia Lyck                 | 1:3                               | 1:9                        |                   | +0:0 c                   |
| MSV von der Goltz Tilsit          | 1:2                               | 1:3                        | 3:3               |                          |

Abschlusstabelle
| Pl. | Verein                                                                           | Sp. | S | U | N | Tore    | Quote | Punkte |
| --- | -------------------------------------------------------------------------------- | --- | - | - | - | ------- | ----- | ------ |
| 1.  | Standort-SV Hindenburg Allenstein (Erstplatzierter Bezirksklasse III Allenstein) | 6   | 6 | 0 | 0 | 019:200 | 9,50  | 12:0   |
| 2.  | MSV Yorck Boyen Insterburg (Erstplatzierter Bezirksklasse II Gumbinnen)          | 6   | 3 | 0 | 3 | 016:130 | 1,23  | 06:60  |
| 3.  | Sportvgg. Masovia Lyck (Zweitplatzierter Bezirksklasse III Allenstein)           | 6   | 2 | 1 | 3 | 008:210 | 0,38  | 05:70  |
| 4.  | MSV von der Goltz Tilsit (Zweitplatzierter Bezirksklasse II Gumbinnen)           | 6   | 0 | 1 | 5 | 006:130 | 0,46  | 01:11  |

## Finalspiele Gaumeisterschaft

### Hinspiel
| SV Prussia-Samland Königsberg                             | SV Prussia-Samland Königsberg | Standort-SV Hindenburg Allenstein | Standort-SV Hindenburg Allenstein |
| --------------------------------------------------------- | --- | --- | --------------------------------- |
| SV Prussia-Samland Königsberg                             | \| 8. März 1936 in Königsberg (Platz des SV Prussia-Samland) \| \| Ergebnis: 0:2 (?:?) \| \| Zuschauer: 4.000 \| \| Schiedsrichter: Dudziak (Insterburg) \| | \| 8. März 1936 in Königsberg (Platz des SV Prussia-Samland) \| \| Ergebnis: 0:2 (?:?) \| \| Zuschauer: 4.000 \| \| Schiedsrichter: Dudziak (Insterburg) \|                    | Standort-SV Hindenburg Allenstein |
| SV Prussia-Samland Königsberg                             | Maschowski – Mischke, Schulz – Fritz Ruchay, Stattaus, Kurpat – Hoffmann, Morr, Teßmer, Hardt II, Riemann                                                   | Paul Glowka – Gustav Kaminski, Hermann Makuschwitz – Erwin Westphal, Erich Goede, Hans Majewski – Hans Lützow, Erich Michalczyk, Paul Kiesielnicki, Karl Mohr, Walter Kopitzke | Standort-SV Hindenburg Allenstein |
| SV Prussia-Samland Königsberg                             | 0:1 Michalzik (18.) 0:2 Kieselnicki (??.) | | Standort-SV Hindenburg Allenstein |
| 8. März 1936 in Königsberg (Platz des SV Prussia-Samland) | | |                                   |
| Ergebnis: 0:2 (?:?)                                       | | |                                   |
| Zuschauer: 4.000                                          | | |                                   |
| Schiedsrichter: Dudziak (Insterburg)                      | | |                                   |

### Rückspiel
| Standort-SV Hindenburg Allenstein                        | Standort-SV Hindenburg Allenstein | SV Prussia-Samland Königsberg | SV Prussia-Samland Königsberg |
| -------------------------------------------------------- | --- | --- | ----------------------------- |
| Standort-SV Hindenburg Allenstein                        | \| 15. März 1936 in Allenstein (Platz an der Reiterkaserne) \| \| Ergebnis: 7:2 (3:2) \| \| Zuschauer: 2.500 \| \| Schiedsrichter: Schröder (Stallupönen) \|               | \| 15. März 1936 in Allenstein (Platz an der Reiterkaserne) \| \| Ergebnis: 7:2 (3:2) \| \| Zuschauer: 2.500 \| \| Schiedsrichter: Schröder (Stallupönen) \| | SV Prussia-Samland Königsberg |
| Standort-SV Hindenburg Allenstein                        | Paul Glowka – Gustav Kaminski, Hans Majewski – Erwin Westphal, Willi Heidinger, Erich Goede – Hans Lützow, Erich Michalczyk, Paul Kiesielnicki, Karl Mohr, Walter Kopitzke | Maschowski – Bendig, Schulz – Mischke, Stattaus, Kurpat – Dagg, Morr, Teßmer, Hardt II, Riemann                                                              | SV Prussia-Samland Königsberg |
| Standort-SV Hindenburg Allenstein                        | 1:1 Kieselnicki (5.) 2:1 Lützow (15.) 3:1 Kopitzke (18.) 4:2 Kieselnicki (67.) 5:2 Lützow (??.) 6:2 Michalczyk (??.) 7:2 Kopizke (??.)                                     | 0:1 Teßmer (3.) 3:2 Teßmer (35.) | SV Prussia-Samland Königsberg |
| 15. März 1936 in Allenstein (Platz an der Reiterkaserne) | | |                               |
| Ergebnis: 7:2 (3:2)                                      | | |                               |
| Zuschauer: 2.500                                         | | |                               |
| Schiedsrichter: Schröder (Stallupönen)                   | | |                               |